# Остров Мечты (остров)
Остров Мечты (англ. Dream Island) — остров, лежащий в 0,7 км к юго-востоку от мыса Монако, у юго-западного побережья острова Анверс в заливе Уайли, в архипелаге Палмера в Антарктиде . Он был обследован гидрографической службой ВМС Великобритании в 1956—1957 годах и назван Британским комитетом по антарктическим топонимам за свои природные особенности, включая пещеру, а летом — небольшой водопад с мшистыми участками и травой. Это около 10 км к северо-западу от американской станции Палмер.

## Важный орнитологический регион
Остров был определен организацией BirdLife International как важная орнитологическая территория, поскольку на нём обитает птичья колония, насчитывающая около 11 000 пар пингвинов Адели, а также небольшое количество антарктических пингвинов. Участок охраняется как зона ограниченного доступа в рамках ASMA-7 «Юго-западная часть острова Анверс и бассейн архипелага Палмер».